# Arabic (paquebot de 1921)
Pour les articles homonymes, voir Arabic.
L'Arabic est un paquebot transatlantique britannique de la White Star Line, qui servait à l'origine la compagnie allemande Norddeutscher Lloyd sous le nom de Berlin. Mis en service en 1909, il est affecté durant ses cinq premières années à la ligne de Naples et Gênes à New York afin de transporter des immigrants italiens. Lorsque la Première Guerre mondiale éclate, il est réquisitionné et chargé de poser des mines. Rapidement à court de charbon, il est interné en Norvège durant la plus grande partie du conflit.
Saisi par les Alliés en 1919, il sert brièvement à rapatrier des troupes avant d'être racheté par la White Star en 1920. Renommé Arabic du nom d'un paquebot perdu durant le conflit, il sert à nouveau sur la ligne méditerranéenne en 1921, avant d'être transféré entre Hambourg, le Canada et New York en 1924. Devenu inutile à partir de 1926, le navire est un temps affrété par la Red Star Line, au départ d'Anvers.
Récupéré par la White Star en 1930, il ne sert que brièvement avant d'être retiré du service, puis démoli en 1931 par mesure d'économie dans le cadre de la Grande dépression.

## Histoire

### Début de carrière sous pavillon allemand

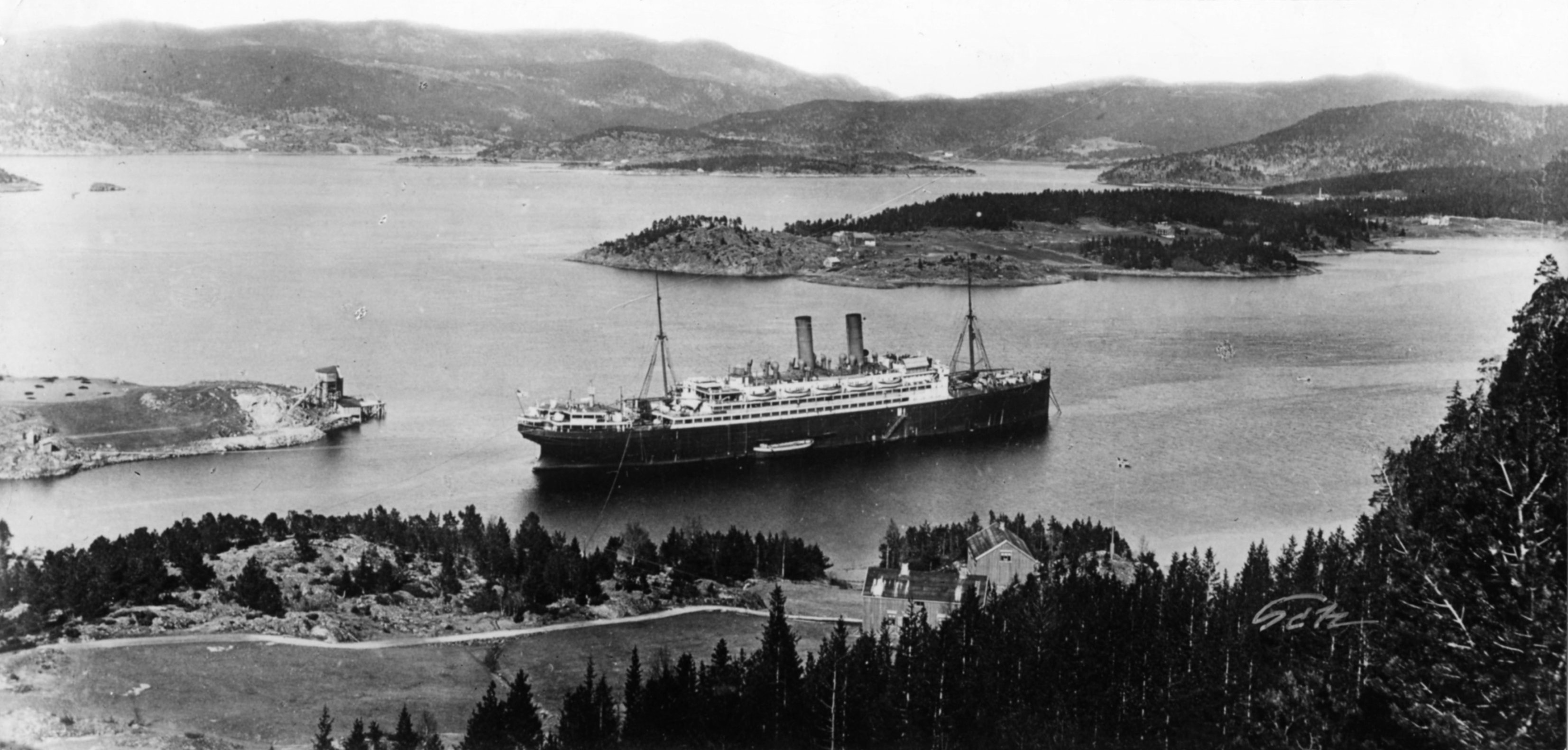
Le Berlin durant son internement en Norvège entre 1914 et 1919.

Construit dans les chantiers A.G. Weser de Brême, le Berlin est lancé le 7 novembre 1908 pour le compte de la compagnie allemande Norddeutscher Lloyd. Le 1er mai 1909, il effectue sa traversée inaugurale entre Brême, Southampton, Cherbourg et New York, puis dessert au retour les ports de Naples et Gênes. Il effectue ainsi cinq années de service sur cette ligne méditerranéenne où il transporte de nombreux immigrants, qui sont sa clientèle principale. Le 14 mai 1914, il effectue sa dernière traversée sur cette route, puis est transféré brièvement sur la ligne de Brême à New York. Il en est retiré après une dernière rotation le 18 juillet, pour servir dans le cadre de la Première Guerre mondiale.
Converti en croiseur auxiliaire, le Berlin est prêt pour prendre son service le 18 septembre 1914 avec à son bord 2000 mines qu'il est chargé de disposer entre le nord de l'Irlande et l'Écosse, au large de Tory Island. L'une de ses mines coule le cuirassé britannique HMS Audacious le 27 octobre 1914, avant qu'il n'ait pu participer aux combats.
La carrière militaire du Berlin sous pavillon allemand s'arrête au même moment. Alors qu'il devait rentrer à Brême après sa mission, il se retrouve à court de charbon et doit accoster à Trondheim, en Norvège, le 17 novembre. Il y est interné durant cinq années, à l'écart des combats. Le 13 décembre 1919, le paquebot est cédé aux Alliés comme dommage de guerre, comme la plupart des autres navires marchands allemands ; aussitôt réquisitionné et refondu pour servir de transport de troupes, il est affrété durant l'année qui suit par la P&O pour transporter des soldats à Bombay. En novembre 1920, désormais inutile, il cesse son service militaire.

### Au service de la White Star Line

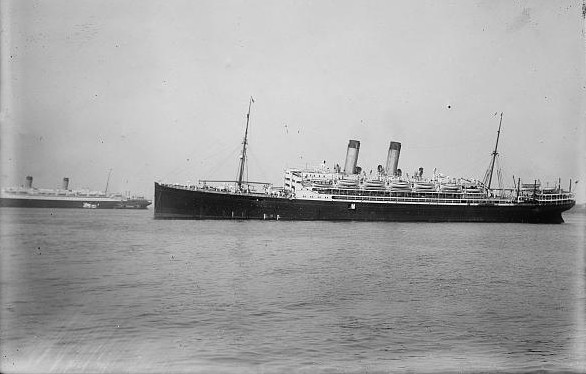
L'Arabic durant son service pour la White Star Line.

Le Berlin, désormais disponible, est aussitôt racheté par la White Star Line qui vient de procéder à une augmentation de capital. Le navire est refondu à Portsmouth pour pouvoir à nouveau assurer le transport de passagers, et est renommé Arabic. Il est le troisième navire de la compagnie à porter ce nom, le précédent ayant été torpillé durant la Première Guerre mondiale. Le 7 septembre 1921, il est prêt pour son premier voyage sous son nouveau pavillon, entre Southampton et New York via Cherbourg. Après cette rotation, il est transféré sur la route méditerranéenne qu'il avait occupée à ses débuts, pour remplacer le Canopic.
Dès 1922, il montre des signes d'usure prématurée, notamment des fuites au niveau de ses chaudières et une rupture du système de transmission de son gouvernail. Il poursuit néanmoins sur cette ligne jusqu'en octobre 1923. À cette date, la compagnie décide de se retirer de la Méditerranée à la suite des lois migratoires limitants les entrées aux États-Unis, ainsi qu'à la concurrence des compagnies italiennes qui font tout pour attirer les passagers locaux. Durant l'hiver, le paquebot est donc refondu pour transporter un nombre inférieur de passagers, dans de meilleures conditions.
Il fait son retour le 16 août 1924 entre Hambourg, Southampton, Cherbourg, Halifax et New York, à nouveau en remplacement du Canopic. Cette traversée est marquée par une importante tempête qui frappe le navire le 26 : les vagues, puissantes, détruisent les vitres de la bibliothèque emportant une centaine de personnes à travers la pièce tout en fracassant le mobilier. La cargaison est également propulsée d'un côté du navire, tandis que celui-ci, privé de courant et de télégraphie sans fil, ne peut se signaler. Les 60 mécaniciens et chauffeurs travaillant sur les ponts inférieurs sont eux aussi projetés au milieu des machines en marche, et sévèrement blessés. Les blessés sont soignés par le chirurgien du bord et six médecins parmi les passagers, et le navire arrive à New York avec une gîte de 10 degrés.
Après cette traversée agitée, le navire connaît une période plus calme sur sa ligne, à l'exception d'une arrivée à Hambourg, en novembre 1925, où on découvre une de ses soutes en feu. Il n'en sort qu'avec de légers dommages. En octobre 1926, les compagnies allemandes s'imposant désormais sur la ligne, la White Star décide de retirer l'Arabic. Le paquebot ne lui étant plus utile, elle le fait affréter par la Red Star Line sur la ligne d'Anvers à New York. Ce changement au départ provisoire s'inscrit dans un plus long terme à partir d'avril 1927, lorsque le navire est repeint aux couleurs de la Red Star.
Le 27 décembre 1929, le navire effectue sa dernière traversée dans ce cadre entre Anvers et New York : le 11 janvier, il effectue son retour à destination de Cobh et Liverpool sous les couleurs de la White Star. Celle-ci l'affecte à partir du 15 mars sur la ligne de Liverpool à New York, mais il effectue son dernier départ le 16 juillet 1930, avant d'être retiré du service. La crise économique entraînant d'importantes pertes pour la compagnie, celle-ci décide de se séparer de plusieurs navires en 1931. L'Arabic est ainsi vendu à des démolisseurs de Gênes en décembre, pour 17 000 livres sterling.

## Caractéristiques
À sa mise en service en 1909, l'Arabic est un paquebot de taille moyenne avec 16 786 tonneaux de jauge brute, et 179,8 mètres de long pour 21,2 de large. Propulsé par deux hélices alimentées par des machines à quadruple expansion d'une puissance de 16 000 ihp, il peut atteindre une vitesse moyenne de 17 nœuds, assez lente mais suffisante pour le transport d'immigrants qui est sa destination première,. Il arbore une silhouette classique avec deux cheminées encadrées par deux mats dépourvus de voiles.
Au départ conçu pour transporter en masse des migrants, sa capacité initiale est de 266 passagers de première classe, 246 en deuxième et 2 700 en troisième, soit un total de 3 212 passagers. À partir de 1922, le navire est modernisé et transporte désormais 500 passagers de « classe cabine » et 1 200 de troisième classe. Enfin, en 1930, sa capacité est à nouveau revue à la baisse avec 177 places de classe cabine, 319 dans la nouvelle classe touriste et 823 en troisième.